# Wolfgang Stresemann

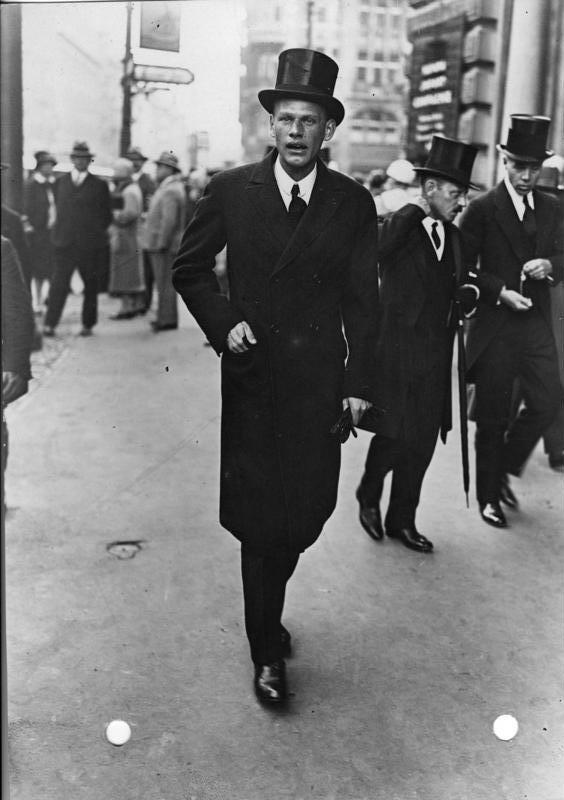
Wolfgang Stresemann, 1928

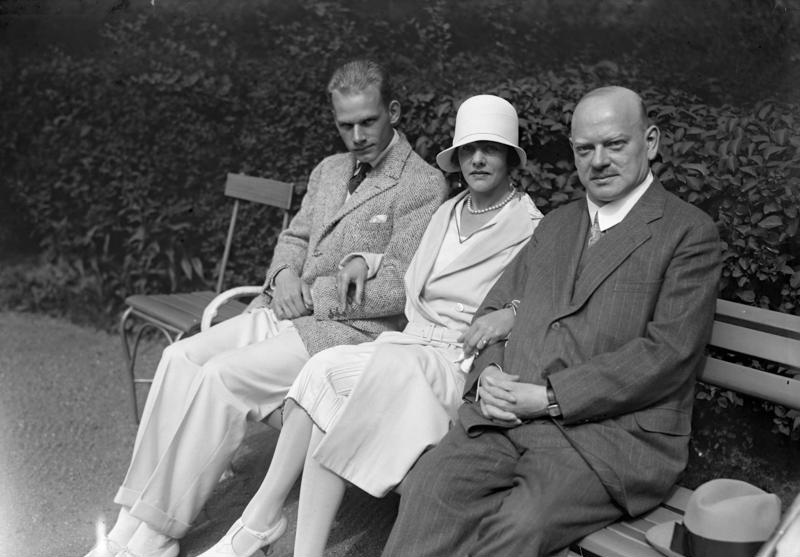
Wolfgang Stresemann mit seinen Eltern, 1920er-Jahre

Wolfgang Gert Stresemann (* 20. Juli 1904 in Dresden; † 6. November 1998 in Berlin) war ein deutsch-US-amerikanischer Jurist, Buchautor, Orchesterintendant, Dirigent und Komponist. Sein Vater war Reichskanzler Gustav Stresemann.

## Leben und Wirken
Stresemann wuchs in Berlin auf, besuchte dort ein Gymnasium und studierte zunächst Rechtswissenschaften, da er ursprünglich seinem Vater Gustav Stresemann (Reichskanzler, Außenminister, Friedensnobelpreisträger) folgend in die Politik gehen wollte. Zugleich studierte er Musik bei Jean Paul Ertel (Komposition, Klavier) und bei Walther Gmeindl (Instrumentation, Dirigieren). Bereits in den zwanziger Jahren trat er in Berlin als Dirigent auf. Im Fach der Rechtswissenschaften promovierte er mit einer Arbeit über „die Rechtsprechung des Kartellgerichts“. Während seines Studiums in Heidelberg wurde Stresemann Mitglied der Verbindung Rupertia. 1957 wurde er Ehrenmitglied der Burschenschaft Neogermania Berlin und Bonn.
Die Nationalsozialisten hatten seinen Vater politisch bis zu dessen Tod 1929 bekämpft. Nach dem Regierungsantritt Adolf Hitlers 1933 verschlossen sich Wolfgang Stresemann sämtliche Auftritts- und Arbeitsmöglichkeiten, auch wegen der jüdischen Herkunft seiner Mutter Käte Stresemann. Unter dem Eindruck der sich steigernden Judenverfolgung emigrierte Stresemann 1939 mit seiner Familie in die USA. Dort arbeitete er als Assistent Bruno Walters und ab 1949 als Chefdirigent des Orchesters von Toledo (Ohio), dazu auch als Musikkritiker.

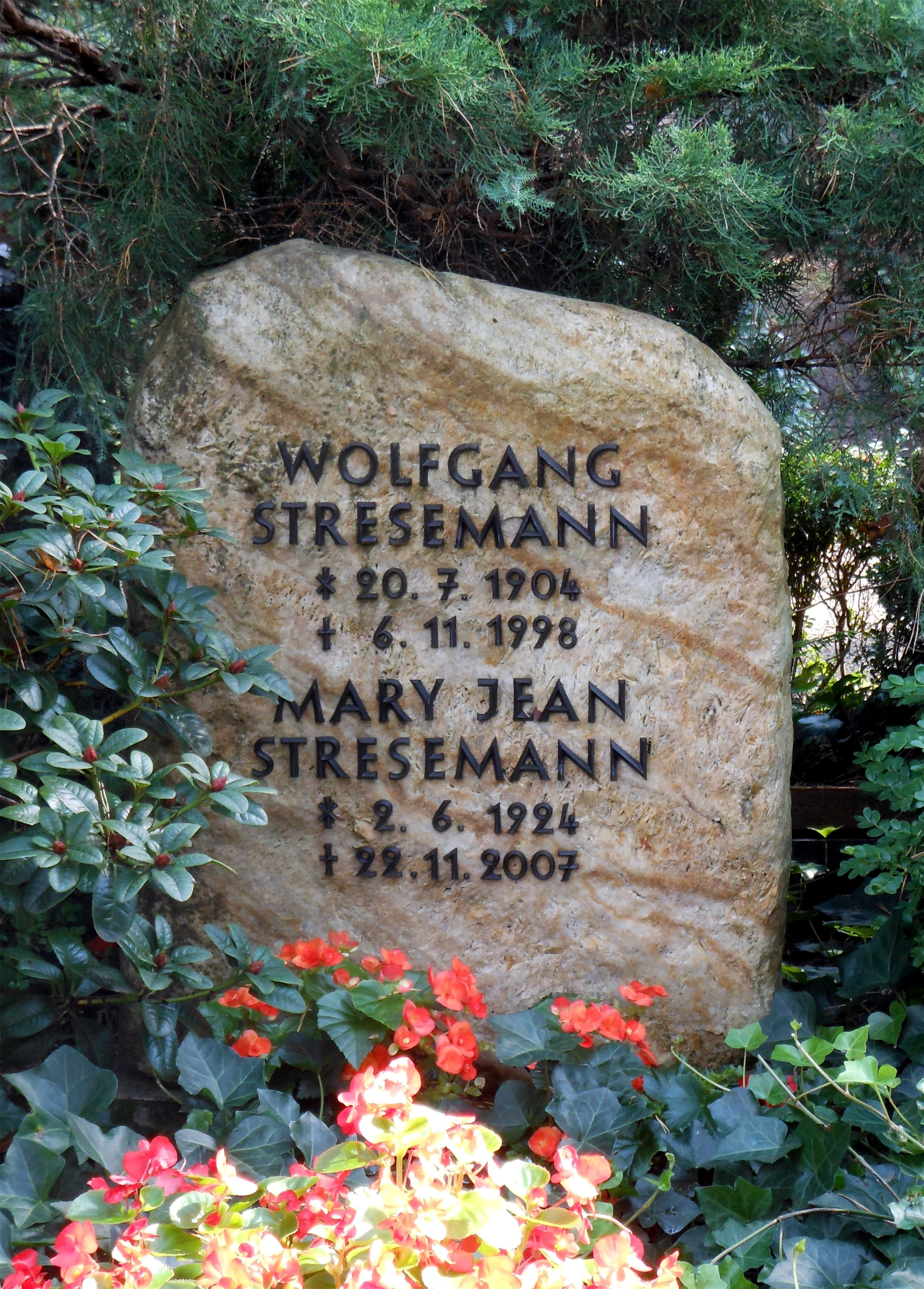
Ehrengrab von Wolfgang Stresemann auf dem Waldfriedhof Dahlem

Im Juni 1953 dirigierte Stresemann erstmals das Berliner Philharmonische Orchester. Am 18. August 1953 heiratete er in München die amerikanische Pianistin Mary Jean Athay (1924–2007). 1956 kehrte er endgültig nach Berlin zurück und war bis 1959 zunächst Intendant des Radio-Symphonie-Orchesters Berlin.
Von 1959 bis 1978 und nochmals kommissarisch von 1984 bis 1986 war Stresemann Intendant des Berliner Philharmonischen Orchesters und somit der Mann hinter Herbert von Karajan.
In seinem Ruhestand entfaltete er eine späte Karriere als Schriftsteller.
Wolfgang Stresemann starb im November 1998 im Alter von 94 Jahren in Berlin. Er wurde auf dem dortigen Waldfriedhof Dahlem beigesetzt (Grablage: 011-260). Auf Beschluss des Berliner Senats ist die letzte Ruhestätte von Wolfgang Stresemann seit 1999 als Ehrengrab des Landes Berlin gewidmet. Die Widmung wurde im Jahr 2021 um die übliche Frist von zwanzig Jahren verlängert.
Stresemanns Nachlass ist in der Berliner Akademie der Künste archiviert.
Seine Tochter Christina – vormalige Assistentin von Jutta Limbach – war von 2002 bis 2022 Richterin am Bundesgerichtshof.

## Werke
- Die Rechtsprechung des Kartellgerichts. Dissertation. Erlangen 1929
- Philharmonie und Philharmoniker. Stapp. Berlin 1977 ISBN 3-87776-518-1
  - Englische Ausgabe unter  dem Titel: The Berlin Philharmonic from Bülow to Karajan. Stapp. Berlin 1979 ISBN 3-87776-518-1. Übersetzt von Jean Stresemann
- Mein Vater Gustav Stresemann. Herbig. München 1979 ISBN 3-7766-0974-5
- ... und abends in die Philharmonie: Erinnerungen an große Dirigenten. Kristall bei Langen-Müller. München 1981 ISBN 3-607-00045-X
- „Die Zwölf“: vom Siegeszug der 12 Cellisten der Berliner Philharmoniker. Atlantis-Musikbuch-Verlag. Zürich 1982 ISBN 3-7611-0652-1.
  - 2., ergänzte Auflage 1990 ISBN 3-254-00159-1
- Eine Lanze für Felix Mendelssohn. Stapp. Berlin 1984 ISBN 3-87776-275-1
- Weimar, Augenzeuge deutscher Schicksalsjahre. (Vortrag.) Robert-Bosch-Stiftung. Stuttgart 1986
- Wie konnte es geschehen? Hitlers Aufstieg in der Erinnerung eines Zeitzeugen. Ullstein. Berlin, Frankfurt 1987 ISBN 3-550-07981-8
- Ein seltsamer Mann...: Erinnerungen an Herbert von Karajan. Ullstein. Frankfurt, Berlin 1991 ISBN 3-550-06508-6
- Zeiten und Klänge: ein Leben zwischen Musik und Politik. Ullstein. Frankfurt, Berlin 1994 ISBN 3-550-07061-6

## Kompositionen
- Symphonie (Manuskript), uraufgeführt in Berlin durch Max von Schillings
- Kammermusik
- Drei Lieder für Gesang und Pianoforte, op. 5. (Bote & Bock, 1927) und weitere Liedvertonungen[6]

## Ehrung
- 1978: Ernst-Reuter-Plakette des Landes Berlin